# Zhang Deying
Zhang Deying, född 1 juli 1953, är en kinesisk bordtennisspelare.
Vid världsmästerskapen i bordtennis 1979 i Pyongyang tog hon VM-guld i damlag, VM-guld i damdubbel, VM-brons i mixeddubbel och VM-brons i damsingel.
Två år senare vid världsmästerskapen i bordtennis 1981 i Novi Sad tog hon VM-guld i damlag, VM-guld i damdubbel och VM-brons i damsingel.